# Велика гра (Шерлок)
Велика гра (англ. «The Great Game») — третій заключний епізод першого сезону телевізійного серіалу «Шерлок», вперше вийшов 8 серпня 2010 року на BBC One і BBC HD. Основою епізоду послужили мотиви оповідань сера Артура Конан Дойля про Шерлока Холмса «Остання справа Холмса», «Креслення Брюса-Партінгтона», «Морський договір» та «П'ять апельсинових зерняток».

## Сюжет
Майкрофт намагається вмовити Шерлока взятися за розслідування підозрілої смерті урядового працівника, який був задіяний у дуже секретному проєкті міністерства оборони - проєкт Брюса-Партінгтона. Але Шерлок відмовляється, доручивши цю справу Ватсону. Увагу Холмса привертає невідомий злочинець, який розпочинає з ним небезпечну гру, ставки у якій життя безневинних людей.

## У ролях
- Шерлок Холмс — Бенедикт Камбербетч
- доктор Джон Вотсон — Мартін Фріман
- місіс Хадсон — Уна Стаббс
- інспектор Лестрейд — Руперт Грейвс
- Джим Моріарті — Ендрю Скотт
- Моллі Гупер — Луіз Брілі
- Сержант Саллі Донован — Він'єт Робінсон
- Сара — Зоі Телфорд